# 손광유
손광유(孫光裕)는 고려 후기의 무신이다. 본관은 나주.
1376년(우왕 2) 밀직부사(密直副使)로서 해도상원수(海道上元帥)에 임명되었다.
1377년 만호(萬戶)가 되었을 때 착량(窄梁)에서 왜적에게 참패를 당하여 유배되었다가 1388년(창왕 즉위년) 음력 8월 7일(양력 9월 7일) 창왕(昌王)의 생일을 기하여 사면되어 전리(田里)로 돌아갔다.